# 薔薇丘
薔薇丘（英文：Rose Hills）或是音譯為羅斯希爾斯，是一個位於加拿大英屬哥倫比亞省湯普森-尼古拉地區甘露市南岸東側山坡上的一個住宅鄰里社區。連通社區的主要道路為聯通至維利維尤的市區次要幹薔薇丘路（Rose Hills Rd.），並可以一路通至納茨福德。此外地名布拉克羅姆（Blackloam）亦在此鄰里境內南部，為一非建制地區。薔薇丘北臨維利維尤西側，且於公路交流道以西以1號、5號、97號公路共線區段接塞吉布拉許；西側則以彼得森溪相鄰上撒哈里，西南側則以經直線鄰納茨福德。東北側與杜松嶺相鄰，東南則是以經線作為與巴恩哈特維爾的劃分，而南側則為市界，與貝雷斯福德（英文：Beresford）相鄰。境內為薔薇丘公園和薔薇丘登山步道較為著名。

## 資料來源
1. ↑  .   [2022-07-26]. （原始内容存档于2022-02-18）.
2. ↑  . City of Kamloops.   [2022-08-15]. （原始内容存档于2021-04-22）. Neighborhoods
3. ↑  https://www.google.com.tw/maps/place/Rose+Hill,+Kamloops,+BC,+Canada/@50.6451967,-120.3060861,13z/data=!3m1!4b1!4m5!3m4!1s0x537e2e714888e9a9:0x8ed2758a55484bcc!8m2!3d50.6375814!4d-120.2599365?hl=en&authuser=0